# La Femme rêvée (film, 1929)
Pour les articles homonymes, voir La Femme rêvée.
Pour plus de détails, voir Fiche technique et Distribution.
La Femme rêvée est un film français muet réalisé par Jean Durand, sorti en 1929.

## Synopsis
À Séville, Angel Caal, un homme d'affaires parisien, échappe à la cécité à la suite d'un accident de voiture, grâce aux soins dévoués de Mercédès, destinée au couvent. Ils tombent amoureux et Mercedes découvre bientôt les tentations qu'offrent la capitale aux côtés de l'ancienne maîtresse de Caal, Suzanne Fleury et d'Harry Pilcer, danseur vedette au Casino de Paris.

## Fiche technique
- Titre : La Femme rêvée
- Réalisation : Jean Durand
- Pays de production : France
- Date de sortie : 1929

## Distribution
- Arlette Marchal : Suzanne Fleury
- Charles Vanel : Angel Caal
- Alice Roberts : Mercedes
- Harry Pilcer : Harry, danseur mondain
- Tony D'Algy : Mariona
- Thérèse Kolb : La duègne
- Jeanne Grumbach : La tante